# Cynopterus luzoniensis
Cynopterus luzoniensis es una especie de murciélago de la familia Pteropodidae.

## Distribución geográfica
Se encuentra en Sulawesi, Filipinas, e islas pequeñas adyacentes.